# Max van Heeswijk
Max Lambert Pieter van Heeswijk (Hoensbroek, 2 marzo 1973) è un ex ciclista su strada olandese.
Professionista dal 1994 al 2008, conta una sessantina di vittorie tra le quali una tappa alla Vuelta a España.

## Carriera
La sua carriera da professionista è iniziata nel 1994 insieme alla squadra statunitense Motorola. Nel corso degli anni ha totalizzato in totale 59 vittorie.

## Palmarès
- 1995

Hel van het Mergelland
tappa Pacific Power Bank Tour
tappa Pacific Power Bank Tour
tappa Pacific Power Bank Tour
tappa Vuelta a Galicia
tappa Vuelta a Galicia
tappa Giro del Nord Austria
tappa Tour de Luxembourg
tappa Alpine Tour
- 1996

tappa Vuelta a Galicia
2ª tappa Giro dei Paesi Bassi
tappa Pacific Power Bank Tour
- 1997

tappa Vuelta a España
Noordwijk aan Zee
- 1998

4ª tappa Vuelta a Andalucía
3ª tappa Giro d'Austria
- 1999

Grand Prix de la Ville de Rennes
3 tappa Commonwealth Bank Classic
6 tappa Commonwealth Bank Classic
9 tappa Commonwealth Bank Classic
5ª tappa Tour Méditerranéen
- 2000

Parigi-Bruxelles
tappa Grand Prix International Telecom
tappa Grand Prix International Telecom
tappa Sachsen-Tour International
5ª tappa Giro dei Paesi Bassi
tappa Hessen-Rundfahrt
- 2001

2ª tappa Volta Ciclista a Catalunya
- 2002

2ª tappa Route du Sud
- 2003

4ª tappa Tour de l'Ain
- 2004

Nokere Koerse
Nationale Sluitingsprijs
Wachovia International
Lancaster Classic
2ª tappa Vuelta a Andalucía
4ª tappa Vuelta a Andalucía
1ª tappa Vuelta a Murcia
3ª tappa Vuelta a Murcia
1ª tappa Giro dei Paesi Bassi
2ª tappa Giro dei Paesi Bassi
6ª tappa Quattro Giorni di Dunkerque
3ª tappa Giro del Belgio
6ª tappa Volta Ciclista a Catalunya
- 2005

1ª tappa Eneco Tour
5ª tappa Eneco Tour
7ª tappa Vuelta a España
3ª tappa Vuelta a Murcia
- 2006

1ª tappa Giro di Polonia
- 2007

3ª tappa  Vuelta a Andalucía (La Guardia de Jaén > Jaén)

## Piazzamenti

### Grandi Giri
- Giro d'Italia

2007: ritirato
- Vuelta a España

2004: ritirato
2005: ritirato